# Manuel Baldiz i Foz
Manuel Baldiz i Foz   (Barcelona, 1952) és un psicoanalista, psicoterapeuta i escriptor català. Es va especialitzar en psiquiatria a mitjans dels anys 70 a l'Hospital Clínic i Provincial de Barcelona. Durant aquesta època, va impulsar i coordinar la secció d'antipsiquiatria de la revista contracultural Ajoblanco entre 1976 i 1978.
Després de la seva etapa a Ajoblanco, Baldiz va continuar exercint en la sanitat pública, col·laborant en diverses iniciatives que pretenien portar el treball assistencial i preventiu en salut mental als barris i als moviments veïnals. L'any 1988, va fundar, juntament amb altres col·legues, l'Associació Catalana per a la Clínica i l'Ensenyament del Psicoanàlisi (ACCEP).
Al llarg de la seva trajectòria, ha publicat diverses obres sobre psicoanàlisi i psicoteràpia, entre les quals destaquen:
- Hablando con adolescentes (2005): Aquest llibre va ser escrit en col·laboració amb María Inés Rosales i publicat per Biblioteca Nueva.[5] Ofereix un diàleg obert amb adolescents, abordant temes crucials d'aquesta etapa vital.
- Conceptos freudianos (2005): Manuel Baldiz va contribuir en aquesta obra col·lectiva publicada per Síntesis, que explora diversos conceptes del pensament freudià.
- El psicoanálisis y las psicoterapias (2007): En aquest llibre, publicat per Biblioteca Nueva, Baldiz analitza la relació entre el psicoanàlisi i diverses formes de psicoteràpia.[6]
- El género desordenado (2010): Manuel Baldiz va participar en aquesta obra col·lectiva, coordinada per Miquel Missé i Gerard Coll-Planas, publicada per Egales. El llibre ofereix crítiques entorn de la patologització de la transexualitat.
- Transexuales, transgénero: análisis, causas y consecuencias (2024): En aquesta obra, Baldiz ofereix una mirada psicoanalítica sobre les subjectivitats "trans", analitzant les causes i conseqüències d'aquest fenomen. Publicat per Ediciones S&P.[7]

A més d'aquestes publicacions, Manuel Baldiz Foz ha escrit nombrosos articles en revistes especialitzades i en línia, així com també debats i col·loquis, contribuint al camp del psicoanàlisi i la psicoteràpia.
Actualment, Baldiz continua exercint com a psicoanalista a Barcelona, compaginant aquesta labor amb la supervisió d'equips clínics i la docència a l'ACCEP.